# Попов, Митрофан Алексеевич
Митрофа́н Алексе́евич Попо́в (1843—1905) — русский анатом, профессор Харьковского университета.

## Биография
Образование получил в Харьковской гимназии (1861) и на медицинском факультете Харьковского университета (вып. 1866).
С 1867 года — помощник прозектора физиологической анатомии; читал лекции анатомии для слушательниц акушерства при Харьковском земском повивальном училище до 1872 года. Затем был командирован на 2 года за границу для приготовления к званию профессора.

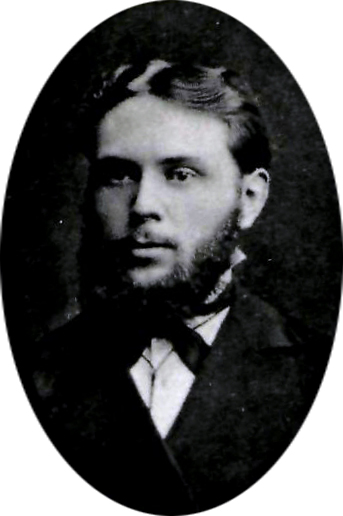
Митрофан Попов в 1888 г.

Докторскую диссертацию («О нервах желчного пузыря», СПб., 1872) составил на основании работ в Вене у Лангера.
Во время пребывания за границей Попов занимался у Гиртля и Лангера в Вене, у Макса Шульце — в Бонне, у Вирхова — в Берлине.
В 1874—1888 годах Попов был помощником профессора И. К. Вагнера — состоял прозектором на кафедре патологической анатомии: вёл практические занятия со студентами на трупах и, одновременно, читал анатомию костей и связок. С 1885 года — приват-доцент, с 1888 года — экстраординарный, с 1892 года — ординарный профессор по физиологической анатомии. Преподавал анатомию до 1901 года, но ещё в 1902 году читал 1 час в неделю курс антропологии.

## Источник
- Попов, Митрофан Алексеевич // Энциклопедический словарь Брокгауза и Ефрона : в 86 т. (82 т. и 4 доп.). — СПб., 1890—1907.